# Београдска капија у Нишкој тврђави
Београдска капија у Нишкој тврђави један је од четири улаза (излаза), која данас није у функцији, на утврђеном земљаном бедему који су Османлија (током реконструкције и доградње старе Античке тврђаве) изградиле у периоду од 1719—1723. године. Име је добила по правцу пута који је водио на запад, ка Београду.

## Статус и категорија заштите
Због свог историјског и археолошког значаја Београдска капија у Нишкој тврђави проглашена је, 23. децембра 1982. године, за „Културно добро од великог значаја“ и под бројем СК 289 уведено је у централни регистар споменика културе у Републици Србији. Као основ за упис у регистар послужило је решење Завода за заштитуту и научно проучавање споменика културе НРС бр.671/48 од 6. маја 1948. године.
Надлежни завод који води месни регистар и бригу о овом културном добру од великог значаја је: Завод за заштиту споменика културе Ниш.

## Историја
Тврђава Хисар у Нишу, грађена је као утврђени земљани бедем, на коме се налазило седам бастиона — табија, удаљених међусобно по 200 метара. На јужној страни Тврђаве налазио се ров широк осам до десет стопа и испуњен водом из реке Нишаве.
У тврђаву се могло ући и из ње изађин кроз четири велике капије, од којих је ка западу водио пут ка Београду, северу пут ка Видину, југу пут ка Стамболу и Солуну и југоистоку, пут ка градском насељу изван зидина тврђаве — Јагодин мали.
Данашње утврђење артиљеријског типа подигле су Османлије у периоду од 1719. до 1723. године на простору античког и раног средњовековног утврђења, када је Султановом повељом од 19. фебруара 1719. одлучено „да се у Нишу изгради јака тврђава”. У пролеће 1719. године отпочели су радови по пројекту главног архитекте Мехмед аге и његовог брата Мустафа аге, главног организатора радова. Прве године градње, 1719. године, ангажовао је више десетина хиљада спахија из десет санџака Румелијског беглербеглука, а 1722. године из 14 санџака. Последње године градње бедема, 1723, доведено је 40. мајстора каменорезаца из Цариграда, а бедем је зидало 400 зидара. Завршетак радова обележен је свечаностима и постављањем плоче са записом на Стамбол капији, јуна 1723. године.
Као и свако артиљеријско утврђење, данашња Нишка тврђава има полигоналну основу, са седам неједнаких страна и четири велике капије (Стамбол врата, Београдска врата,  Водена или јагодинмалска врата и Видинска врата), једном малом капијом (потерна врата, „вратанца“ којима се излази у градске ровове) и осам бастионих тераса.
Са бедемима дужине 2.100 m који су широки 3 m, а високи 8 m тврђава захвата површину од 22 ha, 80 ари и 52 m².
Коначни, данашњи изглед, Нишка тврђава добила је 1737. године када су Османлије у њој накнадно доградиле још неколико објеката.

## Положај, пространство и изглед објекта
Београдска капија или Београдмалска капија у Нишкој тврђави, налазе се на западном делу бедема Нишке тврђаве, и наставак је улице која се из правца тврђаве, преко дрвеног моста изнад канала испуњеног водом, настављала, путем према нишком насељу Београд-мала, која и данaс носи тај назив, и Београду. Са спољне стране капија је била је окружена ровом испуњеним водом реке Нишаве, тако да се до њеног улаза могло доћи само преко моста.
Београдске капије која је добила име, зато што „води“ према Београду, налази се мало изнад Стамол капије и Хамама, и у јако добром је стању иако није у функцији улаза/излаза у тврђаву.
Била је једна од важних капија Нишке тврђаве, из које се настављао Цариградски друм према Београду. По њој је насеље у центру Ниша севераозападно од капије дуж Цариградског друма, данас у општини Црвени Крст, добило назив који и данас носи — Београдмала. Са спољне стране била је окружена ровом испуњеним водом, па се кроз ову капију могло ући самао преко дрвеног моста. Данас је мост срушен а канал затрпан земљом.
Данас капија није у функцији. Њен источни улаз је претрворен у својеврсну летњу позорницу, док се са друге стране капије налази Цветна пијаца. У близини Београдске капије налази се турски гроб Захиде Баџе, за коју стари нишки Роми, верују као свог свеца и заштитника. Легенде о овој светици се преносе са колена на колено. Сваког четвртка и недеље, на њеном гробу се пале свеће, а понекад се дели и турска алва. Ипак, ово је данас пре свега Ромско национално светилиште и доказ њихове вековне традиције у граду Нишу.
Северно од капије налазе се Античке терме, две централне просторије имале су улогу свлачионица, западно од њих су хладна и топла купатила, и на јужној страни је просторија непознате намене.
Северно и јужно од Београдске капије наказе се најразличитији културни, трговачко услужни и угоститељско туристичке садржаје, чиме се уз уређење партерне зоне улазне пјацете, створени специфични амбијентални услови за прихватање посетилаца и туриста.
Преко пута Београдске капије налази се зграда Арсенала која је накнадно саграђена 1857. године, у време султана Абдул Меџида. Она је некада служила, као складиште топова, топовских кугли, барута и другог ратног материјала. На средини ове камене грађевине се налазе масивна двокрилна дрвена врата, са леве и десне стране налазе се по три велика прозора. Иако је споља иста грађевина, данас има сасвим другачију намену, она служи као изложбена галерија. Унутар ње, могу се видети најразличитији предмети из турског доба, али и ручно рађени предмети и сувенири.